# Punganur
Punganur é uma cidade e uma nagar panchayat no distrito de Chittoor, no estado indiano de Andhra Pradesh.

## Demografia
Segundo o censo de 2001, Punganur tinha uma população de 44 320 habitantes. Os indivíduos do sexo masculino constituem 50% da população e os do sexo feminino 50%. Punganur tem uma taxa de literacia de 64%, superior à média nacional de 59,5%: a literacia no sexo masculino é de 71% e no sexo feminino é de 56%. Em Punganur, 12% da população está abaixo dos 6 anos de idade.